# Кезанг Вангмо
Кезанг Вангмо (1988, Бутан)— бутанська політична діячка, акторка, поетеса, співачка, танцівниця та посол доброї волі органічного землеробства в Бутані. 
Народилася в районі Паро, західній частині Бутану, де навчилася акторської майстерності у своїй школі.

## Кар'єра
Свою кар'єру Кезанг почала як співачка, а пісня, з якою вона виступала — «A La La Ngi Sem», стала популярною в Бутані.
Згодом вона почала зніматися у різних фільмах і отримала дві національні нагороди за найкращий дебют та за головну роль у фільмі «Sem Gi Damtse» .

## Політична кар'єра
Політичну діяльність Вангмо почала у 2013 році.
Вона була обрана до Національних зборів Бутану як кандидатка від Народно-демократичної партії від виборчого округу Докар-Шарпа на виборах у Національні збори Бутану 2013 року .  Вона перемогла Ченчо Дорджі, кандидата від Партії миру та процвітання, отримавши 3571 голос.

## Фільмографія
| Рік  | Назва                   | Роль     |
| ---- | ----------------------- | -------- |
| 2003 | Мандрівники і чарівники | Пельзанг |
| 2010 | Доля                    |          |
| 2016 | Візерунки кохання       | Чокімо   |
|      | Sem Gi Damtse           |          |

| Рік  | Назва       | Роль | Додатково            |
| ---- | ----------- | ---- | -------------------- |
| 2015 | Гора Куперс | себе | Документальний фільм |